# Université Western Ontario
L'Université Western Ontario[réf. nécessaire] ou Université Western (en anglais : University of Western Ontario ou Western) est une université située à London, en Ontario, au Canada. Elle est la troisième plus grande université de l’Ontario.

## Nom français
Bien que cette université n'ait pas de nom français officiel, le nom « Université de Western Ontario » est utilisé dans certaines lois traduites du gouvernement de l'Ontario et est d'usage courant dans le discours et la presse francophones. Selon ONTERM, la base de terminologie du Service de traduction du gouvernement de l'Ontario, l'appellation française serait plutôt « Université Western Ontario » (« Université de Western Ontario » y est présenté comme un synonyme). Récemment le Département d'études française de l'université utilise de préférence « Université Western », en cohérence avec la stratégie de communication de l'université qui met en avant la dénomination « Western University » ou « Western ».

## Historique
L'université est une des plus vieilles du Canada ; elle fut fondée en 1878 par l'évêque Isaac Hellmuth et le Diocèse anglican de Huron sous le nom « The Western University of London Ontario ». Bien que fondée par l'Église, Western est maintenant laïque.

## Étudiants
Western compte quelque 27 000 étudiants de premier cycle et quelque 5 000 étudiants des deuxième et troisième cycles. Elle compte également trois collèges affiliés : King's University College, catholique et mixte, avec quelque 3 000 étudiants ; Huron University College, anglican et mixte, avec quelque 1 000 étudiants, et Brescia University College, catholique pour femmes seulement, avec quelque 400 étudiantes.

## Classement
Western compte parmi les meilleures universités du Canada[réf. nécessaire], occupant la troisième place du palmarès universitaire établi par le magazine Maclean's depuis plusieurs années[Depuis quand ?]. L'école de commerce de l'université (Ivey Business School) est la plus prestigieuse du Canada.

### Groupes de recherche affiliés
L'université abrite en son sein de nombreux groupes de recherches dont le Network for Business Sustainability, un centre de la Ivey Business School qui rassemble des gestionnaires, des universitaires et des étudiants du monde entier pour travailler sur les enjeux de développement durable,